# Jean Servais (magistrat)
Pour les articles homonymes, voir Jean Servais et Servais (homonymie).
Jean Servais, né à Huy, le 25 septembre 1856 et mort à Finnevaux, le 30 novembre 1946 fut un procureur général près la cour d'appel de Bruxelles. À l'issue de la Première Guerre mondiale, il intervient dans le cadre de procès pour collaboration et œuvre à la réorganisation de la police judiciaire. Il est nommé Ministre d'État, le 13 octobre 1926. Il enseigne le droit pénal et la procédure civile à l'Université libre de Bruxelles dont il assume la présidence du conseil d'administration dès 1928. En 1946, il fait partie de la commission d'information mise sur pied par Léopold III pour faire état de son comportement depuis 1936 dans le cadre de la question royale.